# Hypsoblennius jenkinsi
Hypsoblennius jenkinsi är en fiskart som först beskrevs av Jordan och Evermann, 1896.  Hypsoblennius jenkinsi ingår i släktet Hypsoblennius och familjen Blenniidae. IUCN kategoriserar arten globalt som livskraftig. Inga underarter finns listade i Catalogue of Life.